# Myhkyri (ö i Södra Savolax, Nyslott, lat 62,18, long 28,87)
Myhkyri är en ö i Finland. Den ligger i sjön Enonvesi och i kommunen Enonkoski i den ekonomiska regionen  Nyslotts ekonomiska region  och landskapet Södra Savolax, i den sydöstra delen av landet, 300 km nordost om huvudstaden Helsingfors. Öns area är 1 hektar och dess största längd är 250 meter i sydöst-nordvästlig riktning.